# Three Sisters (Oregon)
Three Sisters là các đỉnh núi lửa thuộc vành đai núi lửa Cascade và dãy núi Cascade ở tiểu bang Oregon, Hoa Kỳ, mỗi ngọn trong 3 ngọn núi này đều có cao độ vượt 10.000 foot (3.048 m).  Ba ngọn núi này là đỉnh núi cao thứ 3, 4 và 5 ở tiểu bang Oregon và đều nằm ở khu hoang dã Three Sisters, các thị xã Sisters, Oregon. Ba đỉnh núi này có tổng cộng 15 sông băng được đặt tên, chiếm gần một nửa 35 sông băng được đặt tên ở Oregon. Ba ngọn núi thuộc cụm Sisters này được những người định cư ban đầu đặt tên là Faith, Hope, và Charity.
North Sister là ngọn già nhất trong 3 ngọn núi,
với các đỉnh đá nhọn và các sông băng. Ngọn núi này đã không phun trào từ cuối thế Pleistocene. Đây là ngọn núi nguy hiểm nhất cho người leo núi vì mức độ bào mòn và đá rơi.
Middle Sister là ngọn nhỏ nhất và ít được nghiên cứu nhất trong 3 ngọn núi, nó xếp vị trí thứ 2 về tuổi. Chưa có báo cáo về khả năng phun trào của ngọn núi này.
South Sister là ngọn núi trẻ nhất và là núi lửa cao nhất trong 3 ngọn trên. Đây là một ngọn núi lửa dạng tầng phu trào lần cuối khoảng 1600 năm trước.

## Liên kết ngoài

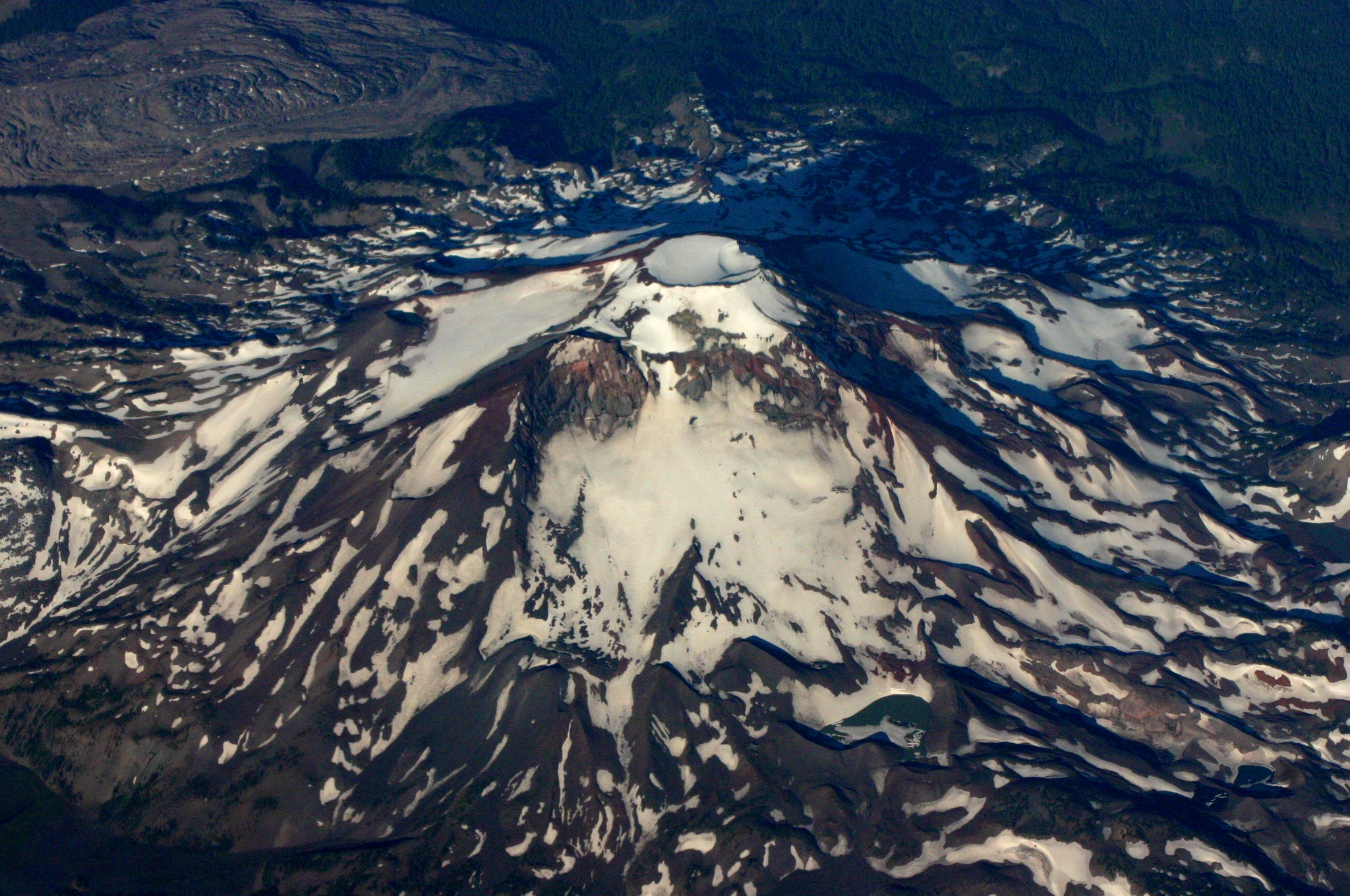